# Parker, Texas
Parker är en ort i Collin County i Texas. Vid 2010 års folkräkning hade Parker 3 811 invånare.
Här ligger Southfork ranch som var inspelningsplats i TV-serien Dallas.